# Ostrá
Ostrá är en ort i Tjeckien.   Den ligger i regionen Mellersta Böhmen, i den centrala delen av landet, 40 km öster om huvudstaden Prag. Ostrá ligger 177 meter över havet och antalet invånare är 385.
Terrängen runt Ostrá är huvudsakligen platt. Ostrá ligger nere i en dal. Runt Ostrá är det ganska tätbefolkat, med 58 invånare per kvadratkilometer. Närmaste större samhälle är Lysá nad Labem, 4,9 km nordväst om Ostrá. Trakten runt Ostrá består till största delen av jordbruksmark.